# Połczyn-Zdrój
Połczyn-Zdrój (udtale: [ˈpɔu̯t͡ʂɨn ˈzdrui̯], kashubisk: Pôłczëno; tysk: Bad Polzin) er en by i den østlige del af voivodskabet Vestpommern i den nordvestlige del af Polen. Byen har 7.469(2021) indbyggere og et areal på 	7,21 km², og er en del af powiatet Świdwin. Den ligger ved Wogra-floden i den historiske region Pommern.

## Historie
Połczyn-Zdrój daterer sig tilbage til en tidlig middelalder Pomeransk bosættelse. Området blev en del af den nye polske stat under Mieszko 1. af Polen omkring 967. Efter fragmenteringen af Polen udgjorde det en del af Hertugdømmet Pommern. Połczyn var en defensiv borg beliggende i Białogard kastellanat. Byen og dens borg er nævnt i historiske optegnelser fra henholdsvis 1321 og 1331, som angiver, at de tilhørte et len, som den magtfulde adelige Wedel-familien havde fået af de pommerske hertuger. I det 15. århundrede var andre familier i besiddelse af byen. Den havde tre mineralkilder med øget jernindhold og med en temperatur mellem 9 og 11 °C, som blev udnyttet på sanatorier for at helbrede gigt. I 1905 havde byen 5.046 indbyggere, som i 1925 var vokset til 5.960 personer.